# Distrito electoral federal 7 de San Luis Potosí
El VII Distrito Electoral Federal de San Luis Potosí es uno de los 300 distritos electorales en los que se encuentra dividido el territorio de México para la elección de diputados federales y uno de los 7 en los que se divide el estado de San Luis Potosí. Su cabecera es la ciudad de Tamazunchale.
El territorio del Distrito VII está localizado en el extremo sureste del estado en la región Huasteca, lo integran los municipios de Aquismón, Tancanhuitz, Coxcatlán, Huehuetlán,  Matlapa,  San Antonio, San Martín Chalchicuautla, Tamazunchale, Tampacán, Tampamolón, Tanlajás, Axtla de Terrazas y Xilitla.

## Distritaciones anteriores

### Distritación 1996 - 2005
Entre 1996 y 2005 el territorio del Distrito VII la localización y distribución del distrito era prácticamente idéntica, con la excepción de que los municipios de San Antonio, Tanlajás y Tampamolón no formaban parte de él.
El Distrito VII fue creado por la reforma electoral de 1977, anterior a ella San Luis Potosí solo tenía cinco distritos electorales, por lo que el VII Distrito únicamente ha elegido diputados a partir de la LI Legislatura en 1979.

## Diputados por el distrito
- LI Legislatura
  - (1979 - 1982): José Ramón Martell
- LII Legislatura
  - (1982 - 1985):
- LIII Legislatura
  - (1985 - 1988): Fausto Zapata Loredo
- LIV Legislatura
  - (1988 - 1991):
- LV Legislatura
  - (1991 - 1994):
- LVI Legislatura
  - (1994 - 1997): Miguel Ortiz Jonguitud
- LVII Legislatura
  - (1997 - 2000): Crisógono Sánchez Lara
- LVIII Legislatura
  - (2000 - 2003): Justino Hernández Hilaria
- LIX Legislatura
  - (2003 - 2006): Benjamín Sagahón Medina (Ind.)
- LX Legislatura
  - (2006 - 2009): José Guadalupe Rivera Rivera
- LXI Legislatura
  - (2009 - 2012): Sabino Bautista Concepción
- LXII Legislatura
  - (2012 - 2015): María Rebeca Terán Guevara
- LXIII Legislatura
  - (2015 - 2018): Christian Sánchez Sánchez
- LXIV Legislatura
  - (2018 - 2021): Marcelino Rivera Hernández
- LXV Legislatura
  - (2021 - 2024): Christian Sánchez Sánchez
- LXVI Legislatura
  - (2024 - 2027): Briceyda García Antonio

## Resultados electorales

### 2009
| Elecciones federales de 2009 | Elecciones federales de 2009                   | Elecciones federales de 2009 | Elecciones federales de 2009  | Elecciones federales de 2009 | Elecciones federales de 2009 |
| Partido/Coalición            | Partido/Coalición                              | Candidato                    | Candidato                     | Votos                        | Porcentaje                   |
| ---------------------------- | ---------------------------------------------- | ---------------------------- | ----------------------------- | ---------------------------- | ---------------------------- |
|                              | Partido Acción Nacional                        |                              | Eugenio Márquez Fernández     |                              |                              |
|                              | Partido Revolucionario Institucional           |                              | Sabino Bautista Concepción    |                              |                              |
|                              | Partido de la Revolución Democrática           |                              | Laura Elia Hernández Bautista |                              |                              |
|                              | Coalición Salvemos a México (PT, Convergencia) |                              | Guillermo Gandy Rodríguez     |                              |                              |
|                              | Partido Verde Ecologista de México             |                              | Nicanor Cruz Reyes            |                              |                              |
|                              | Partido Nueva Alianza                          |                              | Frumencio Flores Camacho      |                              |                              |
|                              | Partido Socialdemócrata                        |                              | Eduardo Domínguez del Ángel   |                              |                              |